# Коксльен, Микко
Микко Коксльен (норв. Mikko Kokslien, род. 10 марта 1985 года в Лиллехаммере) — норвежский двоеборец, пятикратный призёр чемпионатов мира в командных дисциплинах.
В Кубке мира Коксльен дебютировал в 2005 году, в марте 2009 года первый раз попал в тройку лучших на этапе Кубка мира. В сезоне 2010/11 занял второе место в общем зачёте Кубка мира, а в сезоне 2011/12 стал третьим.
На Олимпиаде-2010 в Ванкувере стал 32-м в соревнованиях с нормального трамплина + 10 км, и 39-м в соревнованиях с большого трамплина + 10 км.
Использует лыжи производства фирмы Fischer.